# Marc Beutner
Marc Beutner (* 30. März 1971 in Hilden, Deutschland) ist ein deutscher Wirtschaftspädagoge und Inhaber des Lehrstuhls Wirtschaftspädagogik II mit der Ausrichtung Wirtschaftspädagogik und Evaluationsforschung an der Universität Paderborn.

## Biografie
Beutner absolvierte nach dem Abitur von 1990 bis 1993 eine Ausbildung zum Bankkaufmann. Anschließend war er im Rahmen des Zivildienstes in der Schwerstbehindertenbetreuung tätig, bevor er im Bankenbereich Berufserfahrung sammelte. Ab dem Wintersemester 1994 studierte er Wirtschaftswissenschaften an der Wirtschafts- und Sozialwissenschaftliche Fakultät der Universität zu Köln. Dort studierte er die Studiengänge Wirtschaftspädagogik auf Diplom und Lehramt Wirtschaftswissenschaften Sekundarstufe II mit spezieller Wirtschaftslehre in den Ausrichtungen Bankbetriebslehre und Betriebswirtschaftliche Organisationslehre. Er schloss sein Studium nach acht Semestern im September 1998 als Diplom-Handelslehrer ab. Während des Studiums war er von 1996 bis 1997 als studentische Hilfskraft am Seminar für Allgemeine Betriebswirtschaftslehre und Organisationslehre und von 1997 bis 1998 als studentische Hilfskraft am Institut für Berufs-, Wirtschafts- und Sozialpädagogik von Martin Twardy tätig. Dort war er in der Unterstützung von Forschungsprojekten aktiv, in deren Rahmen seine Diplomarbeit zu Anforderungen im Rahmen von Auslandspraktika und Auslandsmobilitäten entstand. Von 1998 bis 2003 war Beutner als wissenschaftlicher Mitarbeiter am Lehrstuhl für Wirtschafts- und Sozialpädagogik von Martin Twardy tätig. Im Februar 2001 promovierte er zum Dr. rer. pol. mit einer Studie und Modellentwicklung zur Ausbildungsbereitschaft mit dem Titel: Ausbildungsbereitschaft in Klein- und Mittelunternehmen. Eine wirtschaftspädagogische Studie zur Ermittlung der Determinanten der Ausbildungsbereitschaft.
Von 2003 bis 2008 war Beutner Akademischer Rat am Institut für Berufs-, Wirtschafts- und Sozialpädagogik der Universität zu Köln und übernahm dort selbstständig Lehrveranstaltungen und setzte eigene Forschungsideen in Projekten um, wie etwa FAMOS – Fachkraft für mobile Servicedienstleistungen oder LearnART – Multimediale Lerneinheiten zur aktiven und reaktiven Nutzung im Arzthelfer/-innen Training.
Nach einer Vertretungsprofessur als Professur für Erziehungswissenschaften mit dem Schwerpunkt Berufspädagogik in den Jahren 2007 und 2008 an der Kulturwissenschaftlichen Fakultät der Universität Paderborn wurde er zum 1. Oktober 2008 auf den Lehrstuhl Wirtschaftspädagogik II mit der Ausrichtung Wirtschaftspädagogik und Evaluationsforschung berufen, den er seitdem innehat.
Seit 2008 ist er zudem im Direktorium des PLAZ, des Paderborner Lehrerbildungszentrums Zentrum für Bildungsforschung und Lehrerbildung.
Nachdem er dort zunächst als Vizedirektor für den Bereich Berufsbildung zuständig war, ist er seit 2018 zudem für den Bereich Internationalisierung der Lehrerbildung im PLAZ verantwortlich.
Beutner ist verheiratet und hat vier Kinder.

## Forschungsschwerpunkte
Beutner ist in der Berufsbildung, der Erwachsenenbildung, der Jugendbildung (Jugendbildung in Gesellschaft und Wissenschaft) und in der Hochschulbildung aktiv.
Seine Forschungen lassen sich im Wesentlichen zuordnen den Forschungsbereichen (a) Digitalisierung und Lernen mit neuen Medien, (b) europäische Bildungsprojekte und vergleichende Wirtschaftspädagogik, (c) Institutionen und Übergangssystem in der beruflichen Bildung sowie (d) Instrumente und Rahmenbedingungen betrieblicher und schulischer Bildung.
Zu seinen Forschungsschwerpunkten gehören die Bereiche Evaluation und Evaluationsforschung, E-Learning – M-Learning – Blended learning (integriertes Lernen), europäische und internationale Bildungsprojekte, Entrepreneurship Education, Curriculumentwicklung und (fach-)didaktische Analysen, Bildungsgangentwicklung und Gestaltung sowie Untersuchungen betrieblicher und schulischer Bildungsangebote auf Mikro-, Meso- und Makroebene.
In seinen Forschungen nutzt und kombiniert Beutner qualitative und quantitative Forschungsdesigns sowie Design-based Research und Evaluation-Based Research.

## Werke (Auswahl)
- M. Beutner, H.-H. Kremer, A. Zoyke (Hrsg.): Individuelle Förderung und berufliche Orientierung im berufsschulischen Übergangssystem. Ergebnisse aus dem Forschungs- und Entwicklungsprojekt InLab. Paderborn 2012.
- M. Beutner, H.-H. Kremer, W. Wirth (Hrsg.): Berufsorientierung, Gewaltsensibilisierung und Kompetenzentwicklung. Konzepte zur beruflichen Bildung im Jungtätervollzug. Paderborn 2013.
- M. Beutner: Representation of IT, new media and Entrepreneurship in European Education. Entrepreneurship education – E-Learning and Game-based Learning – Fostering the Labor Market – Insights into European projects. Köln 2018.
- M. Beutner: Berufsbildungsevaluation. Ein Lehrbuch für Berufs- und Wirtschaftspädagogen, Studierende des Lehramts an berufsbildenden Schulen sowie Theorie und Praxis. 2. Auflage. Köln 2018.
- M. Beutner: Das YES Handbuch. Nutzung des YES-Ansatzes. Basis Informationen – Theoretische Informationen – Praktische Richtlinien. Köln 2018.